# Pandalosia ephamilla
Pandalosia ephamilla är en snäckart. Pandalosia ephamilla ingår i släktet Pandalosia och familjen Zebinidae. Inga underarter finns listade i Catalogue of Life.